# Śri Wijaya Mahadewi
 (octobre 2022).
Si vous disposez d'ouvrages ou d'articles de référence ou si vous connaissez des sites web de qualité traitant du thème abordé ici, merci de compléter l'article en donnant les références utiles à sa vérifiabilité et en les liant à la section « Notes et références ».
Śri Wijaya Mahadewi (floruit 983) était une reine de Bali vers 983.

## Source
- (en) Cet article est partiellement ou en totalité issu de l’article de Wikipédia en anglais intitulé « Wri Wijaya Mahadewi » (voir la liste des auteurs).